# Книгарня

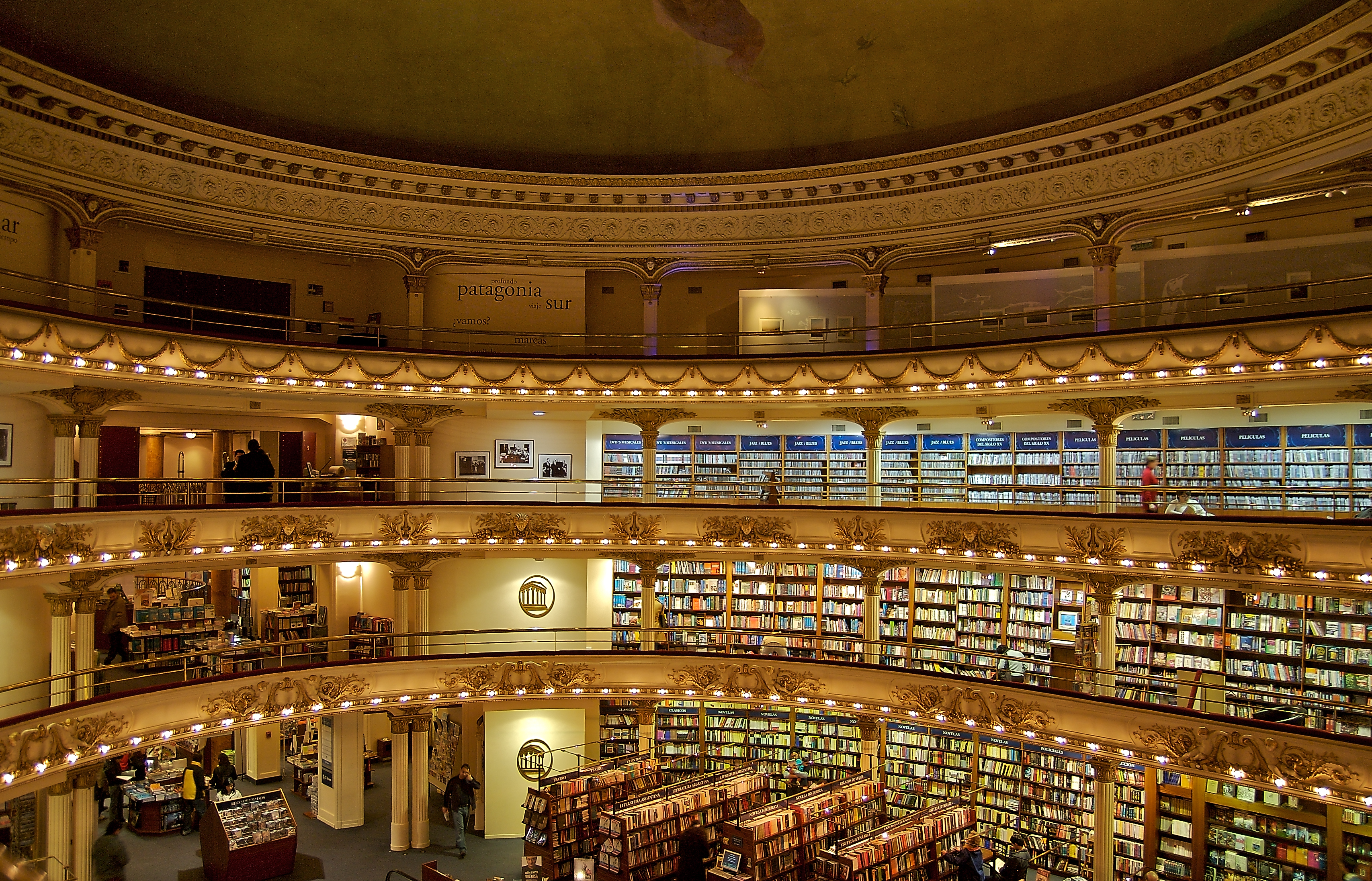
Книжкова крамниця «El Ateneo Grand Splendid» в Буенос-Айресі, Аргентина.

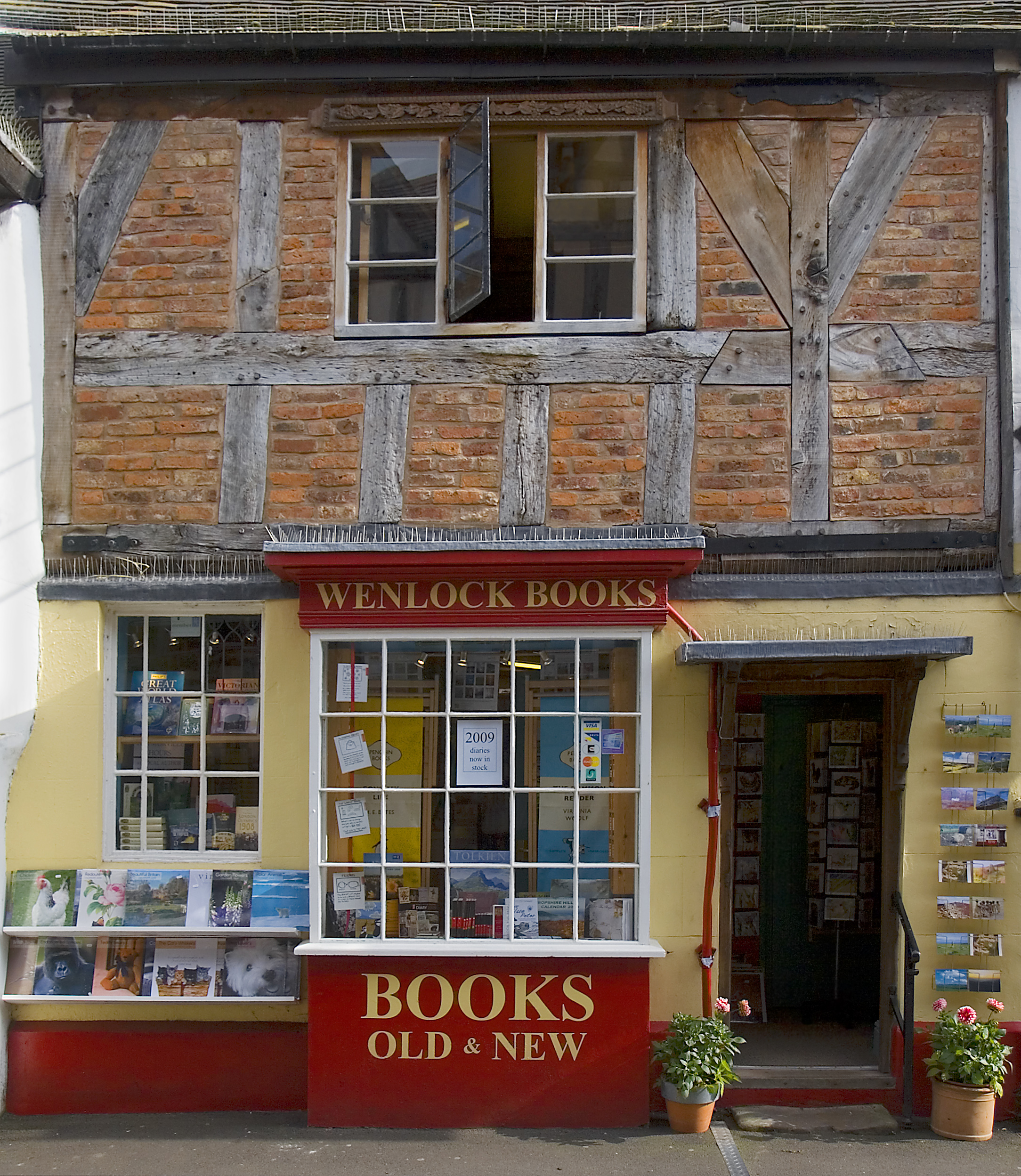
Книгарня у м. Мач-Венлок, Велика Британія.

Книгарня — крамниця, що займається роздрібним та гуртовим продажем книг та інших товарів, таких як журнали, географічні карти, путівники та ін.
А також оперативно-виконавчий орган, що входить до складу книготорговельної галузі, точка роздрібного продажу книг та інших публікацій, приміщення з відповідним обладнанням для експозиції та продажу.
Працівник книгарні, який займається продажем книг  — книгар.

## Типи книгарень
- загальні, що займаються продажем поточної видавничої продукції.
- спеціалізовані, що займаються продажем книг певної тематики або виду за допомогою певних форм продажу.
- інтернет книгарні, що займаються продажем книг в інтернеті[2]. Приклад knigarna.com.ua

Спеціалізовані книгарні поділяються:
- В залежності від асортименту: музичні книгарні, мистецьких видавництв, букіністичні.
- За тематикою асортименту: книгарні суспільно-політичної літератури, технічної, сільськогосподарської, медичної, юридичної, економічної та ін.
- За формами продажу: стаціонарні, книги-поштою, Інтернет-книгарні.

За даними 2005 р. найбільша кількість книгарень серед країн СНД — у Росії (~ 4000). В Україні їх 380, а в Молдові — 163.
Найменша кількість — у Вірменії (40), у Грузії й Киргизстані (по 30).
За даними Державного комітету телебачення та радіомовлення України на 2013 рік в Україні діяли 9 тис. 704 об'єкти роздрібної торгівлі книжковою продукцією, в тому числі 1 519 книгарень та 8 185 книжкових кіосків та прилавків.
Для порівняння, в Німеччині діє близько 6 000 книгарень, в яких працює 120 000 працівників, а річний виторг становить понад 10 млрд євро (2000). У США — понад 25 000 книгарень, проте їхня кількість зменшується.